# Leukippos (syn Perieresa)
Leukippos (znaczy „Biały Koń”) – w mitologii greckiej syn Perieresa z Messenii i Gorgofony, mąż Filodike. Miał trzy córki: Fojbe, Hilajrę oraz Arsinoe. Pierwsze dwie porwali Dioskurowie, trzecia była kochanką Apollona i prawdopodobnie matką Asklepiosa. Według Owidiusza, Leukippos był uczestnikiem łowów kalidońskich. Miasto Leuktry zostało tak nazwane na jego cześć.